# الفج (الأغواط)
منطقة الفج منطقة سياحية تقع على الحدود بين ولايتي الجلفة والأغواط تعد مزارًا سياحيًا طبيعيا ، يتميز بطبيعته العذراء التي تمزج بين الجبال و خضرة النبات و تدفق المياه من الجداول.

## تعريف:
الفج منطقة سياحية صحراوية تابعة لبلدية العسافية، دائرة سيدي مخلوف، ولاية الأغواط على الحدود مع ولاية الجلفة.
تمتاز بينابيع الماء المتدفق من بين الصخور حيث يتجمع في برك على طول الوادي تعيش فيه الاسماك والاعشاب المائية والنخيل والدفلى يزوره السياح من ولاية الجلفة والأغواط للتنزه.

## التسمية:
هي عبارة عن ممر في وسط الجبل و منه أخذت التسمية الفج.